# Taras Kompanitschenko
Taras Wiktorowytsch Kompanitschenko (ukrainisch Тарас Вікторович Компаніченко; wiss. Transliteration Taras Viktorovyč Kompaničenko; * 14. November 1969 in Kiew) ist ein ukrainischer Kobsar (Folk-Sänger), Kobsa-, Bandura- und Drehleierspieler sowie Leiter des Ensembles Choreja Kosatska.

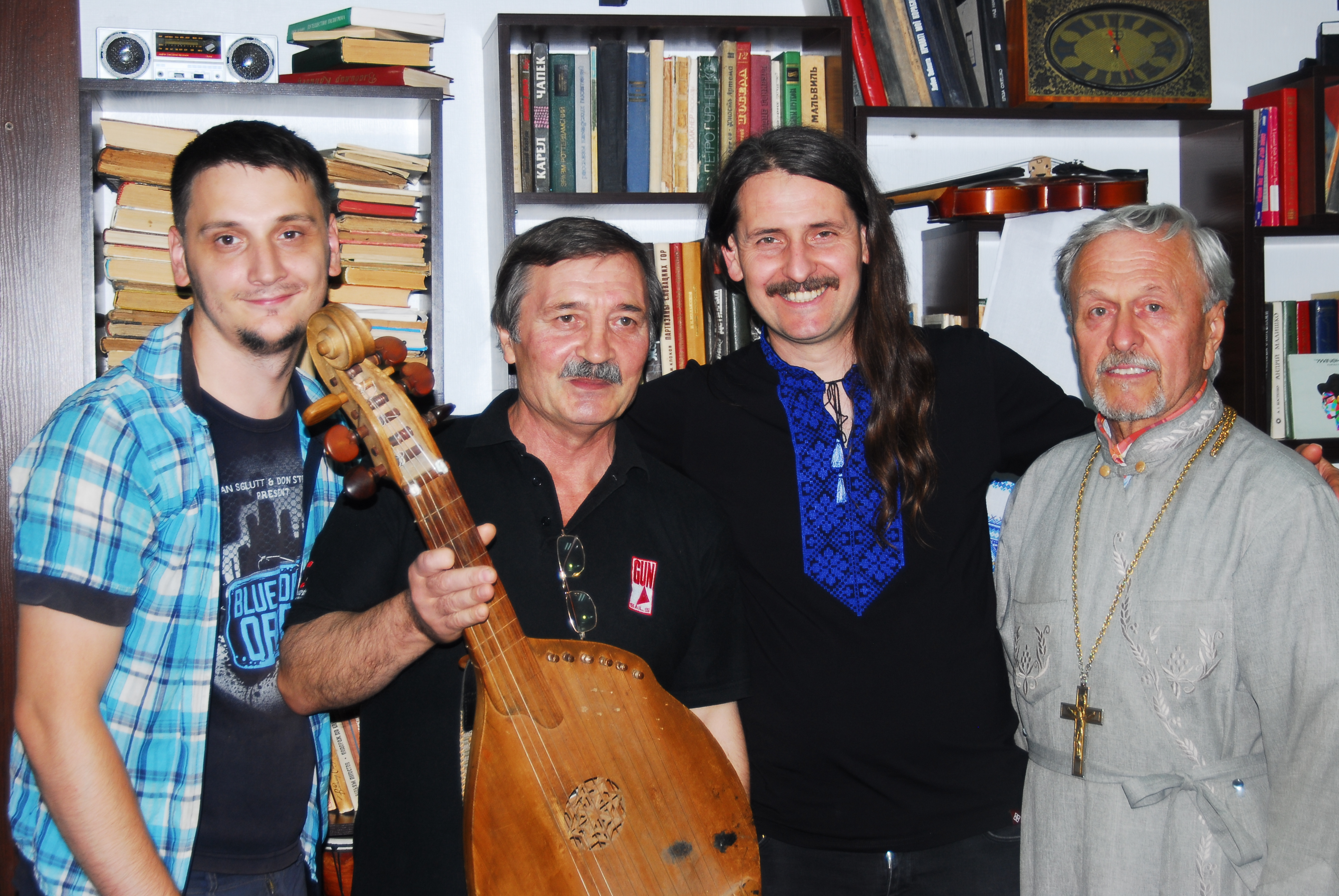

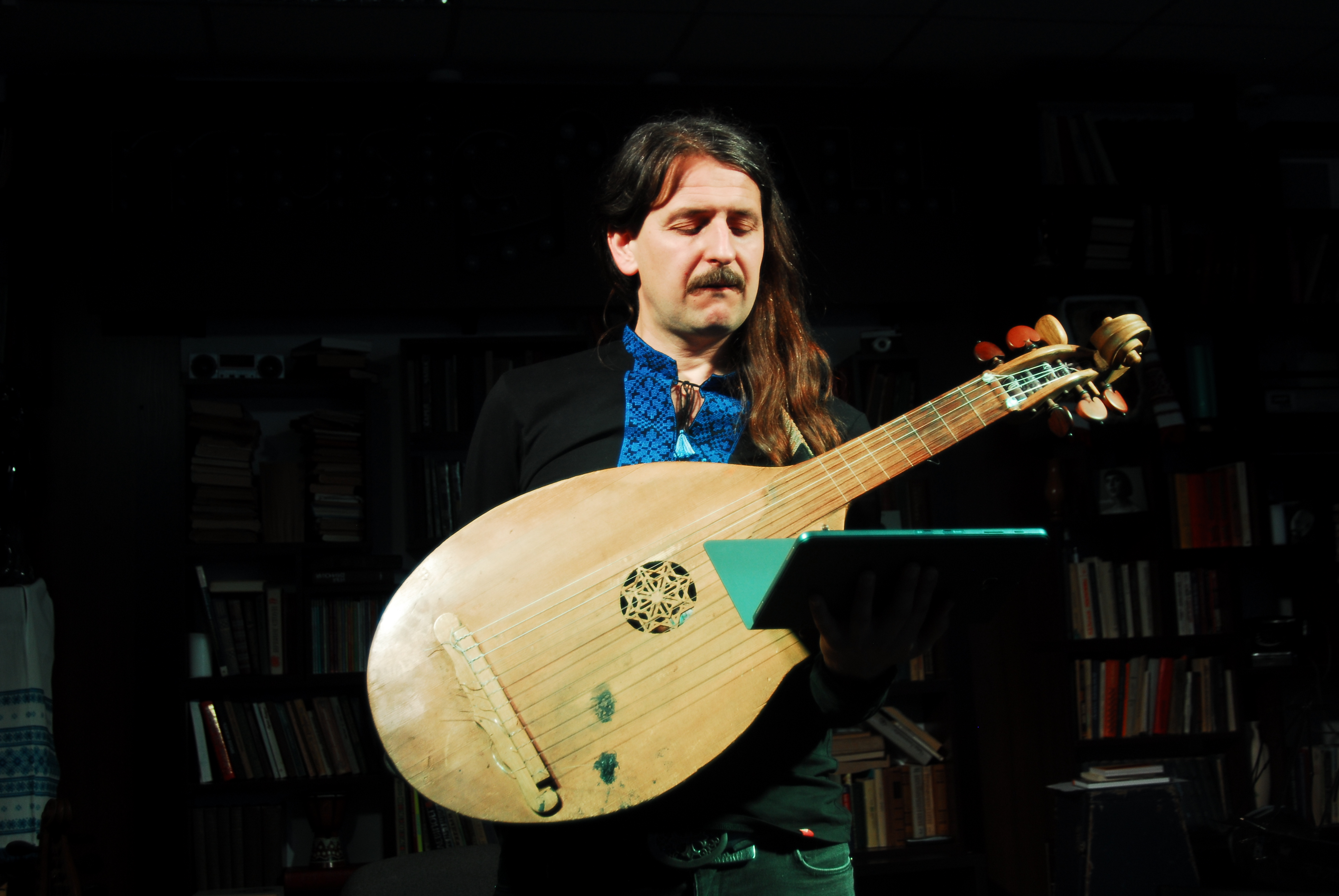

## Leben
Taras Kompanitschenko stammt aus einer ursprünglich in Hluchiw beheimateten Kosaken-Familie, deren Mitglieder mehrfach unter sowjetischer Herrschaft durch Deportationen nach Archangelsk in Nordrussland und weitere Einschränkungen litten, was die nachfolgenden Generationen prägte. Beide Eltern waren Naturwissenschaftler, der Vater Physiker, die Mutter Chemikerin. Nach Beendigung der Musikschule mit Schwerpunkt Bandura besuchte er in Kossiw in der Oblast Iwano-Frankiwsk das Technicum für dekorative Kunst und 1990–1992 in Lemberg die Akademie für Porträt-Kunst, 1992–1994 war er in Kiew Mitarbeiter am Museum für Volksarchitektur und Brauchtum der Ukraine. 1999 beendete er das Kiewer Kunstinstitut. 1999–2000 war er 1. Stellvertreter der allukrainischen Vereinigung der Banduraspieler, seit 2011 ist er wissenschaftlicher Mitarbeiter am Museum für Bücher und Druckkunst in Kiew.

## Tätigkeit als Musiker
Bereits seit 1989 Mitglied der Gilde der Kobsar-Spieler begann Kompanitschenko Ende der 1980er Jahre Lieder von den Schützen und Aufständischen aufzunehmen. Er lernte verschiedene Volksinstrumente zu spielen: Bandura, Kosaken-Laute, Lyra, Drehleier, Dudelsack, Schalmei. Gleichzeitig begann er von dem von der Großmutter überlieferten Liedschatz inspiriert in Archiven und Privatsammlungen nach alten Liedern zu forschen, die er wieder zur Aufführung bringt. Nach Beendigung seiner Ausbildung zum dekorativen Künstler konnte er sich stärker der Musik zuwenden und bald seine erste Leidenschaft zum Beruf machen. Er lernte bei einer Reihe herausragender ukrainischer Volksmusiker. 2005 gründete er das Ensemble „Chorea Kozacka“. Er musiziert zusammen mit weiteren Ensembles. 
Sein Repertoire umfasst vielerlei Genres: Psalmen, Dumen (epische Gesänge), alte Lieder aus der Lawra von Potschajiw, Weihnachtslieder (Koljadky), Balladen, Romanzen sowie eigene von klassischen ukrainischen Autoren inspirierte Werke.
Seine Auftritte finden vor allem in der Ukraine statt. Besonders engagierte sich der Musiker mit seinem Ensemble bei der Orangen Revolution von 2004 und auf dem Euromaidan 2013–2014 sowie den nachfolgenden gesellschaftlichen Aktivitäten, bei denen er als Freiwilliger auftrat. Darüber hinaus ist der Musiker durch seine Konzerte auch in Litauen, Polen, Schweiz und Deutschland bekannt.
Kompanitschenko gehört zu den wichtigsten gegenwärtigen Musikern, die die tradierte ukrainische Musik pflegen. Er ist in gewisser Weise die Kiewer beharrlich-traditionell-männliche Entsprechung zu der viel experimentelleren, neu interpretierenden und zuweilen nur vokal, zuweilen mit ukrainisch untypischen Instrumenten wie beispielsweise dem indischen Harmonium musizierenden aus Lemberg stammenden Mariana Sadovska.

## Familie
Kompanitschenko ist mit Nina Burmistrova, mit der er vier Kinder hat, verheiratet.

## Auszeichnungen
- 2003 Laureat des nationalen H.-Kytastyj-Kobsar-Wettbewerbs
- 2004 Wassyl-Stus-Preis
- 2008 verdienter Künstler der Ukraine

## Aufnahmen
- Kobsarsko-liryčna tradicija. 2002.

Weitere Aufnahmen mit dem Ensemble ab 2009.